# Третий Спас

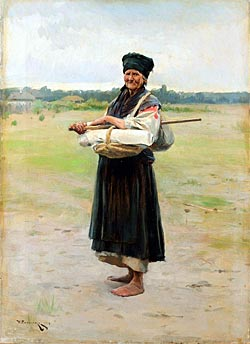
Н. Пимоненко. Продавщица холста. 1901 г.

Тре́тий Спа́с (Хлебный Спас, Ореховый Спас) — день в народном календаре славян, приуроченный ко дню празднования в Православной церкви перенесения Нерукотворного образа Спасителя, — 16 (29) августа. Третий Спас обычно считался полупраздником.
В этот день выпекают хлеб из зерна нового урожая. Также было принято торговать холстами, полотнами.

## Другие названия
Народные названия праздника:
- «Спас на холстах», «Спас на полотне», «Холщовый спас» — с этого дня продают домотканые холсты[4];
- «Орешный» или «ореховый Спас», так как к этому времени созревают лесные орехи (лещина) и разрешается их собирать в лесах;
- «Хлебный Спас» — заканчивается уборка хлеба;
- «Осенний Спас», «Холодный Спас» (прикам.)[5] — встреча осени;
- «Посевы», «Досевки» — сеются озимые хлеба;
- «Малый Спас»[1] — обычно считался полупраздником.

укр. Третій Спас, Післясвято Успіння, Xлібний Спас, Спас на полотні; бел. Трэці Спас, Малы Спас, Хлебны Спас; серб. Св. Роман.

## Русские обряды
В этот день почитают врача мученика Диомида, которому молятся при разных недугах и болезнях, а также Феодоровскую икону Божией матери, перед которой женщины молятся о благополучном разрешении от бремени, кормлении молоком, о помощи в семейных и других житейских нуждах.
В старину говорили: «Первый Спас — на воде стоят; второй Спас — яблоки едят; третий Спас — на зелёных горах холсты продают», поэтому третий Спас ещё называли «Спас на холстах», «Спас на полотне», «Холщовый спас». В этот день было принято торговать холстами, полотнами.
Святят новые колодцы. Чистят к осени целебные источники, пьют подземную водицу, обходят колодцы кругами, как бы замыкая тёплое время года. На Хлебный спас пекут пироги из нового хлеба: «Третий Спас хлеба припас». С третьего Спаса начиналась и заготовка лесных орехов.
В большинстве сёл России в этот день не проходили большие праздники, поскольку начиналась подготовка к завершению летних полевых работ до наступления дождей. А вот в городах с этого дня начинаются великоденские гулянья.
В степных губерниях России начинали сеять озимые за три дня до Обжинок и заканчивали в течение трёх дней после Обжинок. Сроки корректировались в зависимости от погоды и уборки яровых. Иногда отсевались раньше — к Яблочному Спасу.
На третий Спас примечают отлёт птиц, особенно ласточек и журавлей. Считают, что ласточки отлетают в три Спаса. Если журавль отлетит к третьему Спасу, то на Покров будет морозно.
У В. Даля в толковании календаря земледельца, составленного по народным приметам и наблюдениям, приведён оригинальный взгляд: «Зимняя опока на деревьях обещает, как говорят, хороший урожай на хлеб; урожай на орехи обещает обильную жатву хлеба на грядущий год, по крайней мере, замечено, что сильный урожай на орехи и на хлеб никогда не бывает вместе; что кроме того никогда не бывает большого урожая на орехи два года сряду; стало быть, при обилии в орехах, их на следующий год не будет, а вероятно, будет урожай на хлеб.» Возвращаясь к названию третьего Спаса, называемого «хлебным» или «орешным», народ отмечал его как день благодарения Господу за хлеб насущный на каждый день, что и слышится в народных пословицах и поговорках: «Третий Спас хлеба припас», «Хорошо, если Спас — на полотне, а хлебушко в гумне!».

## Поговорки и приметы
- Третий Спас хлеба припас.
- Урожай на орехи — урожай хлеба на будущий год.
- Урожая на орехи двух лет сряду не бывает.
- Если журавль отлетит к третьему Спасу, то на Покров будет морозно.
- Ласточки отлетают в три раза, в три спаса.
- После Успения пришло — солнце на осень пошло (укр. Після Успення прийшло — сонце на осінь пішло)[18].